# نوكساباتر (مسيسيبي)
نوكساباتر (بالإنجليزية: Noxapater, Mississippi)‏ هي بلدة تقع في مقاطعة وينستون (ميسيسيبي) بولاية مسيسيبي في الولايات المتحدة. تبلغ مساحتها 2.6 (كم²)، وترتفع عن سطح البحر 167 م، بلغ عدد سكانها 419 نسمة في عام 2000 حسب إحصاء مكتب تعداد الولايات المتحدة وتصل الكثافة السكانية فيها 161.1 نسمة/كم2.

## التركيبة السكانية
حدّد مكتب تعداد الولايات المتحدة بيانات التركيبة السكانية لنوكساباتر في تعداد الولايات المتحدة. في ما يلي، التركيبة السكانية حسب تعدادي 2000 و2010.

### تعداد عام 2000
بلغ عدد سكان نوكساباتر 419 نسمة بحسب تعداد عام 2000، وبلغ عدد الأسر 171 أسرة وعدد العائلات 121 عائلة مقيمة في البلدة. في حين سجلت الكثافة السكانية 160.5 نسمة لكل كيلومتر مربع (415.7/ميل2). وبلغ عدد الوحدات السكنية 191 وحدة بمتوسط كثافة قدره 73.2 لكل كيلومتر مربع (189.6/ميل2).
وتوزع التركيب العرقي للبلدة بنسبة 64.44% من البيض و35.56% من الأمريكيين الأفارقة.
بلغ عدد الأسر 171 أسرة كانت نسبة 35.1% منها لديها أطفال تحت سن الثامنة عشر تعيش معهم، وبلغت نسبة الأزواج القاطنين مع بعضهم البعض 48% من أصل المجموع الكلي للأسر، ونسبة 18.7% من الأسر كان لديها معيلات من الإناث دون وجود شريك،  بينما كانت نسبة 4.1% من الأسر لديها معيلون من الذكور دون وجود شريكة وكانت نسبة 29.2% من غير العائلات. تألفت نسبة 27.5% من أصل جميع الأسر من عدة أفراد يعيشون في نفس المنزل ونسبة 17.5% كانت تتألف من شخص يعيش بمفرده يبلغ من العمر 65 عاماً أو أكثر. وبلغ متوسط حجم الأسرة المعيشية 2.45، أما متوسط حجم العائلات فبلغ 2.96.
بلغ العمر الوسطي للسكان 40.6 عاماً. وكانت نسبة 24.6% من القاطنين تحت سن الثامنة عشر، وكانت نسبة 7.4% بين الثامنة عشر والرابعة والعشرين عاماً، ونسبة 24.1% كانت واقعةً في الفئة العمرية ما بين الخامسة والعشرين والرابعة والأربعين عاماً، ونسبة 25.1% كانت ما بين الخامسة والأربعين والرابعة والستين، ونسبة 18.9% كانت ضمن فئة الخامسة والستين عاماً فما فوق. يوجد لكل 100 أنثى 80.6 ذكر، ويوجد لكل 100 أنثى في الثامنة عشر من عمرها فما فوق 71.7 ذكر.
بلغ متوسط دخل الأسرة في البلدة 27,917 دولارًا، أما متوسط دخل العائلة فبلغ 28,750 دولارًا. وكان متوسط دخل الذكور 25,500 دولارًا مقابل 18,500 دولارًا للإناث. وسجل دخل الفرد الخاص بالبلدة 13,658 دولارًا. وكانت نسبة 16.9% من العائلات ونسبة 18.4% من السكان تحت خط الفقر، وكان من هؤلاء نسبة 25.7% تحت سن الثامنة عشر ونسبة 9.5% في الخامسة والستين من العمر وما فوق.

### تعداد عام 2010
بلغ عدد سكان نوكساباتر 472 نسمة بحسب تعداد عام 2010، وبلغ عدد الأسر 190 أسرة وعدد العائلات 123 عائلة مقيمة في البلدة. في حين سجلت الكثافة السكانية 180.8 نسمة لكل كيلومتر مربع (468.3/ميل2). وبلغ عدد الوحدات السكنية 221 وحدة بمتوسط كثافة قدره 84.7 لكل كيلومتر مربع (219.4/ميل2).
وتوزع التركيب العرقي للبلدة بنسبة 61.02% من البيض و37.71% من الأمريكيين الأفارقة و0.21% من الأمريكيين الأصليين و0.21% من الأمريكيين ذوي الأصول الآسيوية و0.85% من عرقين مختلطين أو أكثر و2.54% من الهسبانيون أو اللاتينيون من أي عرق.
بلغ عدد الأسر 190 أسرة كانت نسبة 34.2% منها لديها أطفال تحت سن الثامنة عشر تعيش معهم، وبلغت نسبة الأزواج القاطنين مع بعضهم البعض 38.4% من أصل المجموع الكلي للأسر، ونسبة 24.2% من الأسر كان لديها معيلات من الإناث دون وجود شريك،  بينما كانت نسبة 2.1% من الأسر لديها معيلون من الذكور دون وجود شريكة وكانت نسبة 35.3% من غير العائلات. تألفت نسبة 33.2% من أصل جميع الأسر من عدة أفراد يعيشون في نفس المنزل ونسبة 16.3% كانت تتألف من شخص يعيش بمفرده يبلغ من العمر 65 عاماً أو أكثر. وبلغ متوسط حجم الأسرة المعيشية 2.48، أما متوسط حجم العائلات فبلغ 3.14.
بلغ العمر الوسطي للسكان 37.0 عاماً. وكانت نسبة 26.1% من القاطنين تحت سن الثامنة عشر، وكانت نسبة 8.9% بين الثامنة عشر والرابعة والعشرين عاماً، ونسبة 24.8% كانت واقعةً في الفئة العمرية ما بين الخامسة والعشرين والرابعة والأربعين عاماً، ونسبة 20.8% كانت ما بين الخامسة والأربعين والرابعة والستين، ونسبة 19.5% كانت ضمن فئة الخامسة والستين عاماً فما فوق. وتوزع التركيب الجنسي للسكان بنسبة 45.8% ذكور و54.2% إناث.

## وصلات خارجية
- The US50 - Cities and Towns in Mississippi State
- Mississippi Cities and Towns, Facts, Map, Flag, Colleges, Government, and More